# Pseudolimnophila (Pseudolimnophila) ernestina
Pseudolimnophila (Pseudolimnophila) ernestina is een tweevleugelige uit de familie steltmuggen (Limoniidae). De soort komt voor in het Oriëntaals gebied.